# 雲麓宮
雲麓宮（うんろくきゅう）は、中華人民共和国湖南省長沙市岳麓山にある道観（道教寺院）である。道教二十三洞真虚福地の一。

## 歴史

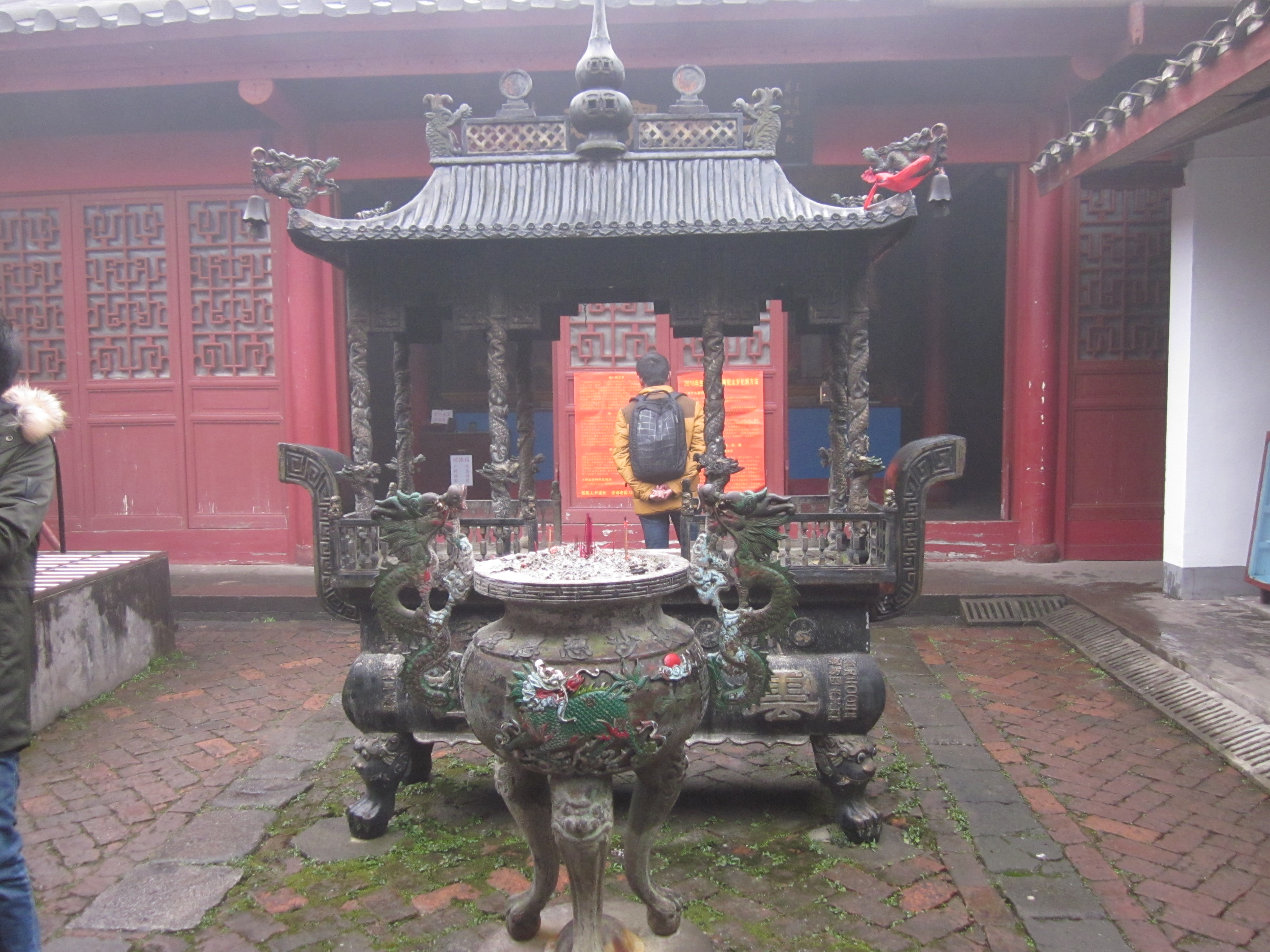
香炉。

明代の成化十四年（1478年）吉簡王朱見浚により創建された。当時は洞真観と称した。嘉靖（1522年-1566年）年間、知府孫復と道士李可経は道観を再建した。隆慶（1567年-1572年）に再建された際、関聖殿（前殿）、玄武祖師殿（中殿）、三清殿（後殿）の建立にあたっては、従来通り復元することが求められた。明末、清兵入関の火難で、道観は両度焼き捨てられた。
清代の康熙元年（1662年）、長沙分巡道張睿は道観を再建した。乾隆年間（1736年-1795年）は道観を重修した。咸豊二年（1852年）、道観は戦災で壊された。道光（1821年-1850年）年間、望湘亭が修築されている。同治元年（1862年）、望江亭、五岳殿、天妃殿、宮門を増築した。翌年、武当山太和宮道士の向教輝が資金を募り、全面修復した。

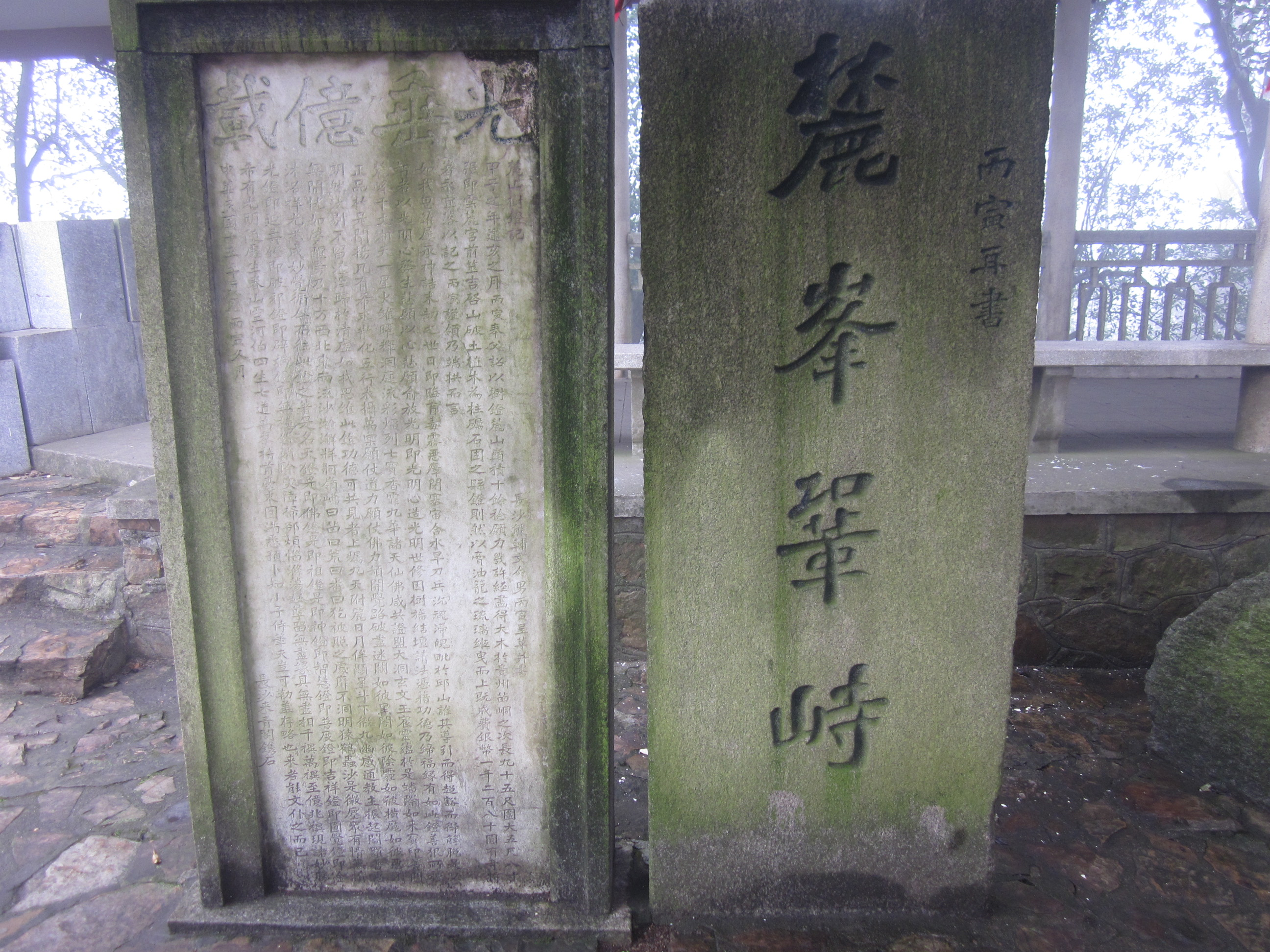
『麓峯鞏峙碑』。

民国三十三年（1944年）、日中戦争の時、雲麓宮は日本軍の戦闘機で爆破された。民国三十五年（1946年）、道士鄔雲開と呉明海が資金を募り全面重建し、翌年に落成した。純陽真人呂洞賓石像を増築した。『百字銘』を撰した。
1957年、地元政府は雲麓宮を修復する。文化大革命の初め、神像、法器は徹底的な破壊に遭い、道士はしかたなく還俗した。1976年、関帝殿を修復。

## 文化財
- 漢白玉『麓山樹鐙記碑』

- 『麓峯鞏峙碑』